# 矮翠雀花
矮翠雀花（学名：Delphinium pumilum）是毛茛科翠雀属的植物，是中国的特有植物。分布在中国大陆的四川等地，生长于海拔3,900米至4,300米的地区，一般生于山地草坡，目前尚未由人工引种栽培。